# Israel Katz
Israel Katz (in ebraico יִשְׂרָאֵל כַּץ‎?; Ashqelon, 21 settembre 1955) è un politico israeliano, dal 5 novembre 2024 ministro della difesa.
Membro della Knesset dal 1998, in precedenza è stato ministro dell'agricoltura, ministro dei trasporti, ministro dell'intelligence, ministro dell'energia, ministro delle finanze e ministro degli esteri.

## Biografia
Israel Katz è nato ad Ascalona. I suoi genitori, Meir Katz e Malka ((Nira) nata Deutsch), erano sopravvissuti all'Olocausto della regione di Maramureș, in Romania. È cresciuto a Moshav Kfar Ahim. Fu arruolato nelle forze di difesa israeliane (IDF) nel 1973 e prestò servizio nella brigata dei paracadutisti come soldato e caposquadra. Nel 1976, completò la Scuola per candidati ufficiali e ritornò alla brigata paracadutisti come capo plotone. Dopo il congedo nel 1977, studiò all'Università Ebraica di Gerusalemme e si laureò con un BA e un MA. All'inizio degli anni '80 era il presidente del sindacato studentesco. Nel marzo 1981 fu sospeso per un anno per aver partecipato a una protesta contro la violenza araba nel campus con chiusura del rettore, Raphael Mechoulam, nella sua stanza.

## Carriera politica
Katz fu inserito per la prima volta al 45º posto nella lista del Likud nelle elezioni legislative israeliane del 1992, ma perse quando il Likud ottenne solo 32 seggi. Katz vinse il 34º posto nella lista Likud - Gesher - Tzomet per le elezioni del 1996, ma perse un posto alla Knesset quando l'alleanza guadagnò solo 32 seggi. Tuttavia, è entrato alla Knesset nel novembre 1998 in sostituzione di Ehud Olmert. È stato rieletto nel 1999 e nel 2003 e nel 2003 è stato nominato ministro dell'agricoltura nel governo di Ariel Sharon. Katz ha lasciato il governo nel gennaio 2006 dopo la scissione Likud-Kadima ed è stato rieletto alle elezioni del 2006.
Nel gennaio 2004, Katz annunciò un piano per aumentare sostanzialmente il numero dei coloni sulle alture del Golan. Nel marzo 2004, suggerì di indire un referendum tra tutti i membri registrati del Likud, che permise ad Ariel Sharon, intenzionato a mobilitare l'opinione pubblica per sostenere il suo piano di disimpegno da Gaza, di aggirare l'opposizione all'interno della convenzione del Likud, dominata dalla pressione dei gruppi di coloni israeliani. Katz insieme a Benjamin Netanyahu, Silvan Shalom e Limor Livnat hanno annunciato che si sarebbero dimessi dal governo entro due settimane se Sharon non avesse accettato di indire un referendum nazionale sul piano di ritiro. Nello stesso periodo, fece pressioni, insieme all'Organizzazione sionista mondiale, affinché fossero accantonati 32 milioni di dollari per fornire incentivi e sussidi per gli insediamenti in Cisgiordania. 
Nel marzo 2007, la polizia israeliana ha raccomandato di incriminare Katz con l'accusa di frode e abuso di fiducia legato alle nomine politiche presso il Ministero dell'agricoltura durante il suo mandato come ministro. Il rapporto ha rilevato che 24 dipendenti stagionali del ministero erano membri del comitato centrale del Likud o erano figli di membri del comitato. La polizia ha trasferito il materiale investigativo alla procura del distretto centrale, che successivamente ha rifiutato di avviare l'azione penale.

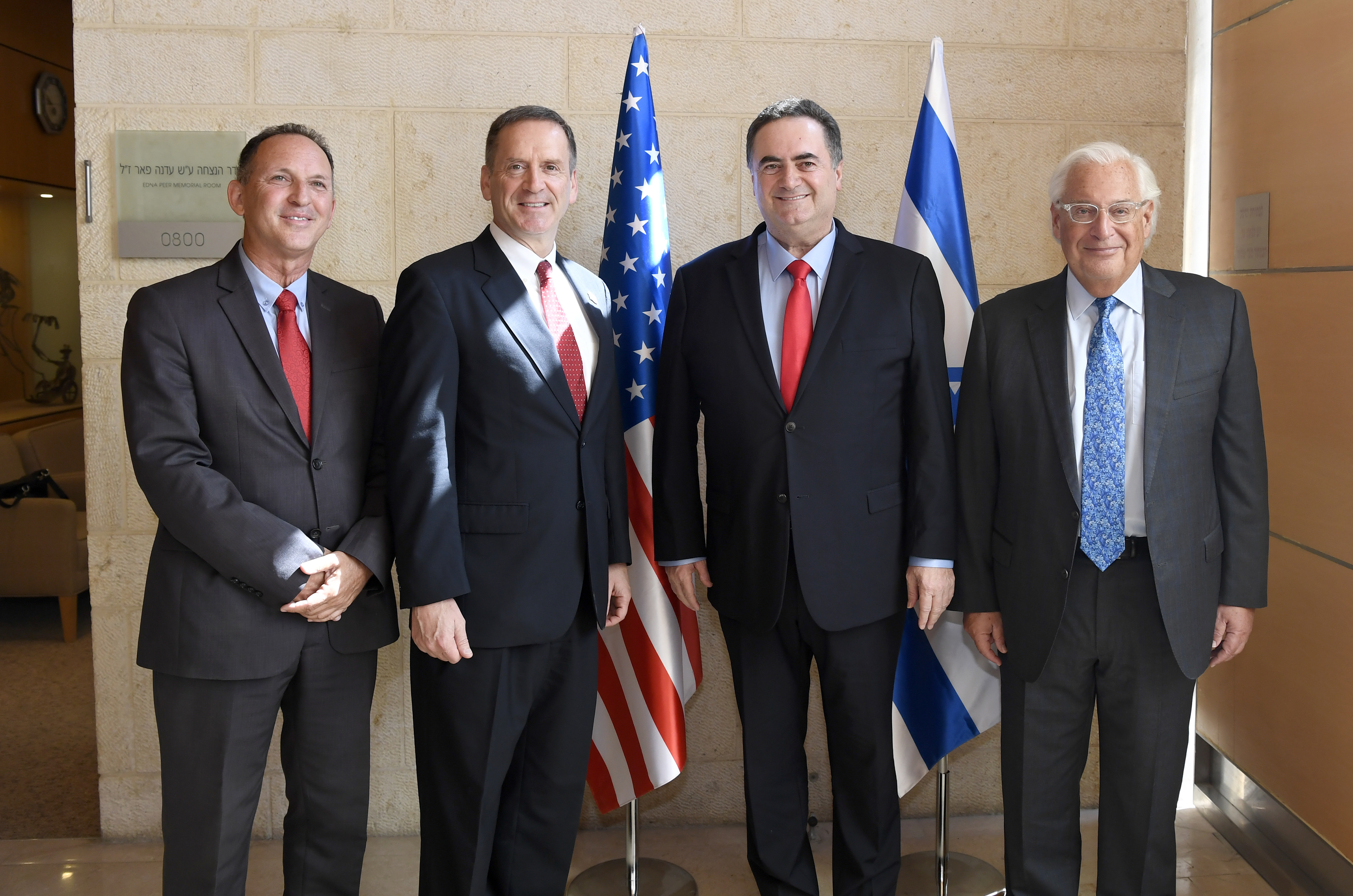
Katz con l'ambasciatore degli Stati Uniti in Israele David M. Friedman (a destra) nell'agosto 2019

Katz si candidò alla guida del Likud nel dicembre 2005 , ottenendo l'8,7% dei voti.
Nelle elezioni del 2009 e dopo aver ottenuto l'11º posto nella lista del Likud, Katz ha mantenuto il suo seggio ed è stato nominato ministro dei trasporti nel governo Netanyahu. Nel luglio 2009, ha deciso di sostituire i segnali stradali esistenti in Israele con dei nuovi in modo che tutti i nomi che compaiono su di essi in inglese e arabo fossero una traslitterazione diretta dei loro nomi ebraici, invece di essere direttamente in inglese e arabo.
Nel febbraio 2010, l'Alta Corte di giustizia ha ordinato a Katz di impartire istruzioni sulla base delle conclusioni di una commissione secondo cui la segregazione di genere negli autobus pubblici era illegale e che i posti a sedere separati non potevano essere forzati, come stavano facendo gli Haredi. Katz, impegnandosi ad attuare le raccomandazioni, ha risposto che gli autobus potevano portare cartelli che suggerissero che la segregazione di genere fosse volontaria. La comunità Haredi considerava questo fallimento nell'applicazione della legge una vittoria. I giudici dell'Alta Corte di Giustizia hanno criticato la decisione di Katz di consentire il proseguimento del funzionamento degli autobus con segregazione sessuale.

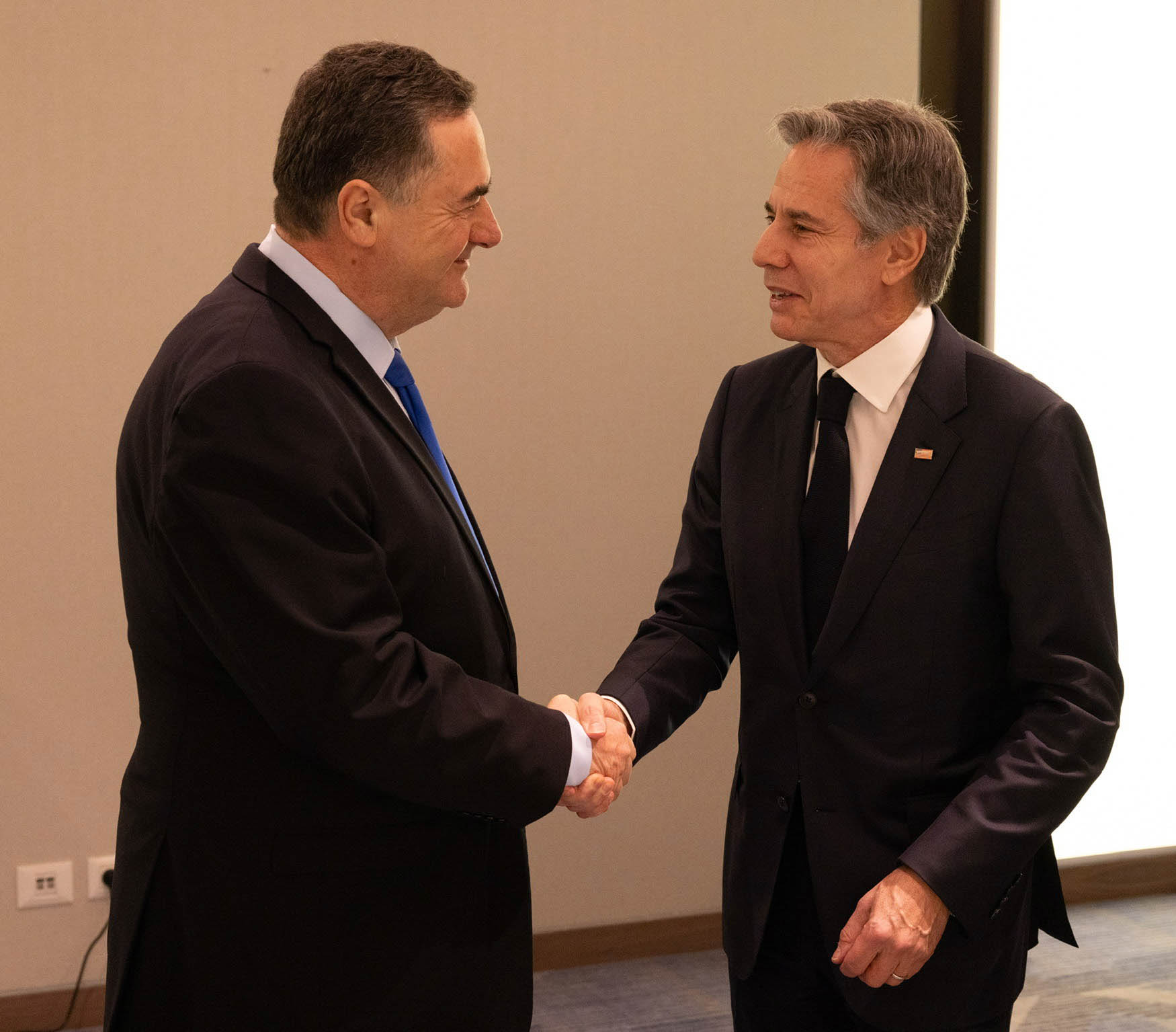
Katz con il segretario di Stato americano Antony Blinken a Tel Aviv, Israele, 9 gennaio 2024

Nel luglio 2011, Katz ha confermato che lo Stato sovvenziona i biglietti dell'autobus all'interno degli insediamenti della Cisgiordania, rendendoli più economici dei biglietti per le corse all'interno della Linea Verde. Secondo Katz, l'iniziativa aveva lo scopo di incentivare i coloni a utilizzare i trasporti pubblici blindati all'interno della Cisgiordania, il che ridurrebbe apparentemente la spesa statale per lo stazionamento di scorte militari e di sicurezza per veicoli privati non blindati.
Katz è stato rieletto nel 2013 ed è rimasto ministro dei trasporti nel nuovo governo. Dopo essere stato inserito al quarto posto nella lista del Likud, è stato rieletto nel 2015, dopo di che è stato nominato ministro dell'intelligence nel nuovo governo, oltre a rimanere ministro dei trasporti.
Nel febbraio 2019 Katz ha assunto la carica di ministro degli affari esteri. Il 17 maggio 2020, Katz è diventato ministro delle finanze quando ha prestato giuramento il trentacinquesimo governo di Israele.
Il 1º gennaio 2024, Katz ha assunto per la seconda volta il ruolo di ministro degli affari esteri, in seguito all'approvazione da parte della Knesset di un accordo di condivisione del potere che ha portato alla sostituzione di Eli Cohen.

## Vita privata
Katz è sposato e ha due figli.